# Скот Морисън
Скот Джон Морисън (на английски: Scott John Morrison) е австралийски политик, член на Либералната партия и министър-председател от 24 август 2018 до 23 май 2022 г.

## Биография
Роден в предградието Уейвърли в Сидни. Неговите предци са шотландци и англичани. През 70-те години той участва в телевизионни реклами, а на 9-годишна възраст участва активно в предизборната кампания на баща си, полицай, избран в местния съвет, а след това и като кмет. Завършва университета в Нов Южен Уелс, където учи география и икономика и се занимава с туристически бизнес.
През 2004 г. придобива известност, когато докато е управляващ директор на правителствената агенция „Туризъм“ Австралия одобрява за 180 милиона щатски долара рекламна кампания под лозунга „И така, къде си кървавият ад?“, която е забранена във Великобритания.

### Политическа кариера
Член е на Камарата на представителите от 2007 г. Първоначално, след резултатите от изборите, той губи битката за избирателния район Кук в Нов Южен Уелс от ливанския католик Майкъл Туки, но няколко месеца по-късно успява и през септември 2008 г. е назначен за министър на жилищата в кабинета на Малкълм Търнбул.
От 2013 до 2014 г. е министър на имиграцията и защитата на границите. На този пост той разрешава на 18 септември 2013 г. операция „Суверенни граници“, чиято цел е обявена за потискане на морския път на нелегална имиграция до Австралия. Морисън заявява през първите шест месеца от операцията, че от 19 декември 2013 г. не е имало нито един случай на успешен имигрантски поток в Австралия от организатори на нелегален превоз на хора през морската граница. От 2014 до 2015 г. е министър на социалните услуги, а от септември до август 2018 г. е министър на финансите.